# Free Souffriau

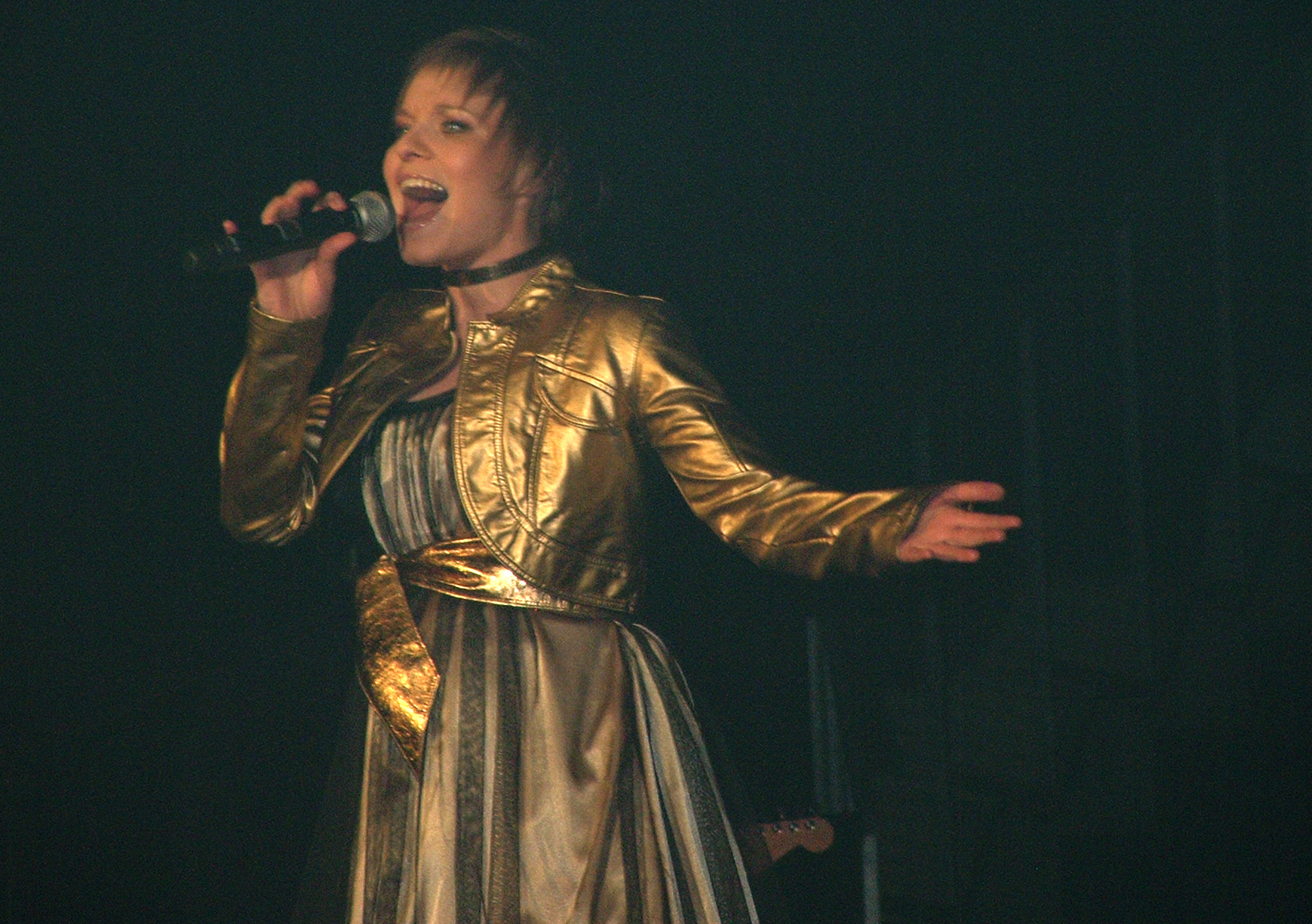
Free Souffriau op 1 februari 2008 tijdens Steracteur Sterartiest Live on Stage, Lotto Arena, Antwerpen

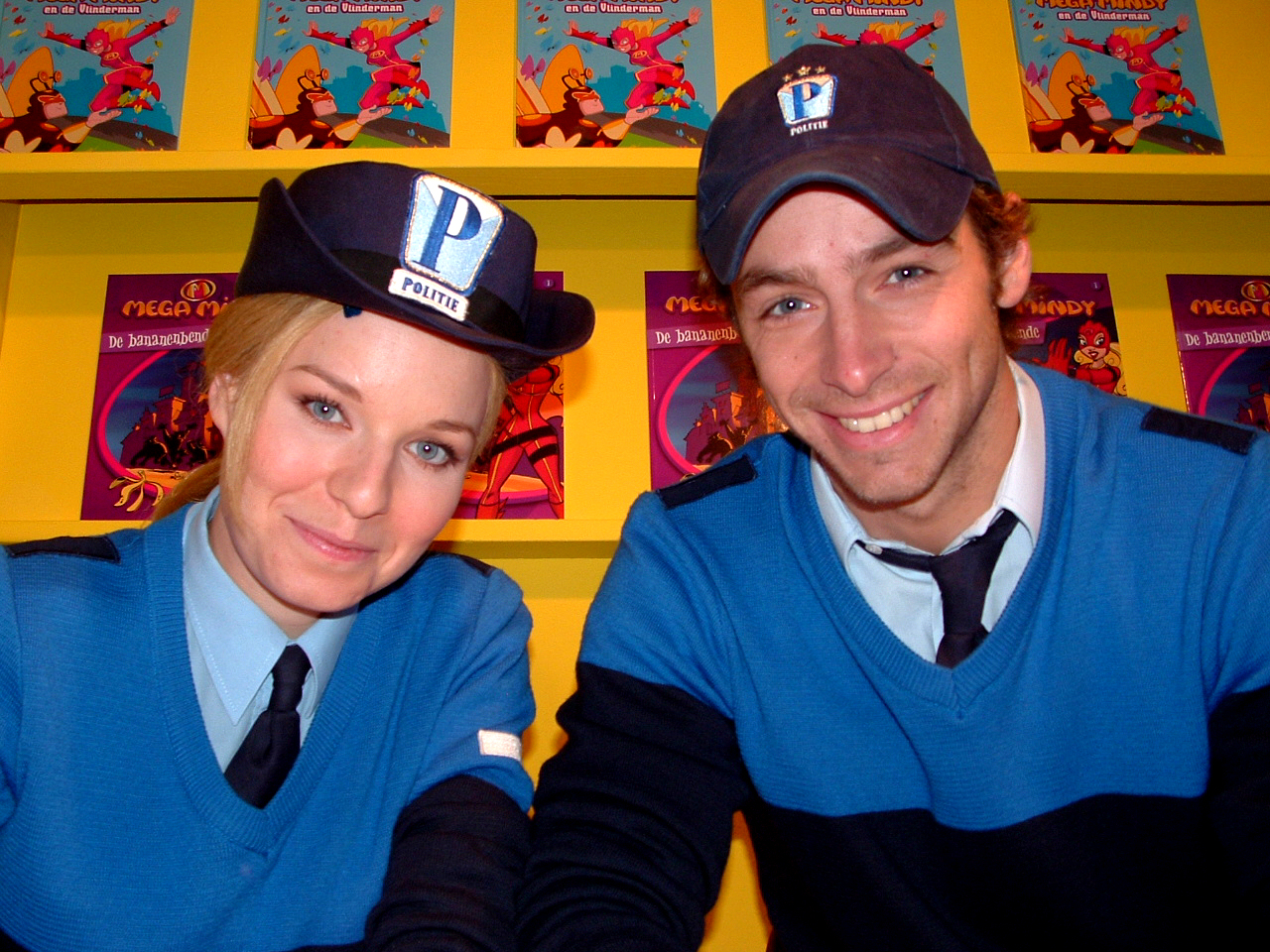
Met Louis Talpe op de Boekenbeurs 2007, als Mieke Fonkel en Toby uit de televisieserie Mega Mindy

Free Souffriau (Gent, 8 februari 1980) is een Vlaamse actrice, zangeres, stem- en musicalactrice.

## Biografie
Souffriau werd geboren in Gent, maar groeide op in Herzele. Op haar twaalfde ging ze op internaat aan het Stedelijk Instituut voor Ballet in Antwerpen waar ze in 1998 afstudeerde. Na haar studies trad ze op in verscheidene musicals. Haar eerste hoofdrol kreeg ze in 2002, toen ze de titelrol vertolkte in de musical Doornroosje.
In 2004 werd lymfeklierkanker ontdekt, waar Souffriau snel van genas. Hierna bood Studio 100 haar de hoofdrol aan in de televisieserie Mega Mindy.
Eind 2007 deed Souffriau mee aan het tweede seizoen van Steracteur Sterartiest. Ze won de finale van Guillaume Devos. Het prijzengeld ter waarde van 25.000 euro werd, samen met de bijdrage van de kijker, aan het goede doel van Free overhandigd. In totaal zamelde Free bijna 35.000 euro in voor de Cliniclowns. Begin 2008 deed ze mee aan Zo is er maar één met het lied Zoals een mooi verhaal van Ann Christy. Ze won de voorronde en de halve finale, maar strandde in de finale op de derde plaats.
Het nummer van Christy was de aanzet om een project op te starten rondom enkele nummers van de overleden zangeres. Souffriau bracht haar versie van Ann Christy-nummers op de cd Een beetje AnNders (2009). Tevens gaf ze enkele concerten waarop ze de nummers bracht; hiervan is ook een dvd verschenen. In maart 2011 bracht ze een tweede album uit met als titel Gewoon Free. Hierop staan liedjes die o.a geschreven zijn door Will Tura en Bart Peeters.
Souffriau is in 2010 getrouwd met componist en muzikant Miguel Wiels, met wie ze een zoon en dochter heeft.
Op 23 juli 2021 maakt ze op haar Instagram-account bekend dat ze na 15 jaar definitief gaat stoppen met Mega Mindy.

## Rollen

### Musicals
| Naam                                        | Personage/Crew                  | Jaar      | Productie                        |
| ------------------------------------------- | ------------------------------- | --------- | -------------------------------- |
| Peter Pan                                   | zeemeermin/indianenmeisje       | 1998      | NTGent                           |
| The Sound of Music                          | Liesl                           | 1998      | Koninklijk Ballet van Vlaanderen |
| The King And I                              | ensemble                        | 1999      | Koninklijk Ballet van Vlaanderen |
| De Tovenaar Van Oz                          | ensemble                        | 1999      | Music Hall Group                 |
| Pinokkio                                    | ensemble, understudy Juf Anna   | 2000      | Studio 100                       |
| Robin Hood                                  | ensemble, understudy Marianne   | 2001      | Studio 100                       |
| Sneeuwwitje                                 | ensemble, alternate Sneeuwwitje | 2001      | Studio 100                       |
| Doornroosje                                 | Doornroosje                     | 2002      | Studio 100                       |
| Zo Mooi, Zo Blond                           | Sandra                          | 2003      | Studio 100                       |
| De 3 Biggetjes                              | Pluisje, het konijn             | 2003      | Studio 100                       |
| De kleine zeemeermin                        | Lieze                           | 2004      | Studio 100                       |
| Soldiers of Love                            | Eva                             | 2004      | Judas TheaterProducties          |
| Pinokkio                                    | Nina de Ballerina               | 2006      | Studio 100                       |
| Testcase: Je bent goud waard, Charlie Brown | Sally Brown                     | 2007      | Judas TheaterProducties          |
| De 3 Biggetjes                              | Pluisje, het konijn             | 2007      | Studio 100                       |
| Daens                                       | Nette                           | 2008-2009 | Studio 100                       |
| Robin Hood                                  | Marianne                        | 2012      | Studio 100                       |
| '14-'18                                     | Anna                            | 2014      | Studio 100                       |
| Pippi zet de boel op stelten                | Pippi Langkous                  | 2017      |                                  |
| Daens                                       | Nette                           | 2020-2022 | Studio 100                       |
| '40-'45                                     | Sarah Liebman                   | 2022      | Studio 100                       |
| Vergeet Barbara                             | Barbara Willockx                | 2022-2023 | Studio 100                       |
| Red Star Line                               | Martha                          | 2023-2024 | Studio 100                       |
| '14-'18                                     | Celine                          | 2025      | Studio 100                       |

### Televisie
| Serie         | Personage               | Jaar      | Zender | Productie       |
| ------------- | ----------------------- | --------- | ------ | --------------- |
| Samson & Gert | vriendin van Marlèneke  | 2002      | Ketnet | Studio 100      |
| Hallo België! | verpleegster            | 2005      | VTM    | Studio 100      |
| Mega Mindy    | Mieke Fonkel/Mega Mindy | 2006-2021 | Ketnet | Studio 100      |
| Aspe          | Kristien Pellemans      | 2010      | VTM    | Skyline         |
| Nachtwacht    | Annabel                 | 2018      | Ketnet | Studio 100      |
| Milo          | Julie                   | 2024      | VTM    | Heartmade Media |

### Films
| Film                             | Personage               | Jaar | Productie  |
| -------------------------------- | ----------------------- | ---- | ---------- |
| Het geheim van Mega Mindy        | Mieke Fonkel/Mega Mindy | 2009 | Studio 100 |
| Mega Mindy en het Zwarte Kristal | Mieke Fonkel/Mega Mindy | 2010 | Studio 100 |
| Mega Mindy en de Snoepbaron      | Mieke Fonkel/Mega Mindy | 2011 | Studio 100 |
| Piet Piraat en het zeemonster    | Maribel                 | 2013 | Studio 100 |
| Mega Mindy versus Rox            | Mieke Fonkel/Mega Mindy | 2015 | Studio 100 |

### Shows
| Show                                  | Personage               | Jaar      | Productie  |
| ------------------------------------- | ----------------------- | --------- | ---------- |
| Mega Mindy en de Schitterende Smaragd | Mieke Fonkel/Mega Mindy | 2008/2009 | Studio 100 |
| Mega Mindy en de Poppenmeester        | Mieke Fonkel/Mega Mindy | 2010/2011 | Studio 100 |
| De Mega Mindy show                    | Mieke Fonkel/Mega Mindy | 2011      | Studio 100 |
| Maya Show - De Pollenbollen           | Maya de Bij             | 2016      | Studio 100 |

## Discografie
- Zie Mega Mindy voor de discografie die Souffriau uitbracht als Mega Mindy.

### Albums
| Album met hitnotering(en) in de Vlaamse Ultratop 200 albums | Datum van verschijnen | Datum van binnenkomst | Hoogste positie | Aantal weken | Opmerkingen |
| ----------------------------------------------------------- | --------------------- | --------------------- | --------------- | ------------ | ----------- |
| Zingt Ann Christy - Een beetje AnNders                      | 06-04-2009            | 11-04-2009            | 1(2wk)          | 43           | Platina     |
| Gewoon Free                                                 | 14-03-2011            | 19-03-2011            | 7               | 25           |             |
| Het collectief geheugen                                     | 02-12-2013            | 06-12-2013            | 17              | 22           |             |
| Goud, wierook en mirre                                      | 2017                  | 25-11-2017            | 10              | 14*          |             |

### Singles
| Single met hitnotering(en) in de Vlaamse Ultratop 50 | Datum van verschijnen | Datum van binnenkomst | Hoogste positie | Aantal weken | Opmerkingen                                            |
| ---------------------------------------------------- | --------------------- | --------------------- | --------------- | ------------ | ------------------------------------------------------ |
| Dag vreemde man                                      | 16-02-2009            | 18-04-2009            | tip20           | -            | Nr. 6 in de Radio 2 Top 30 Nr. 3 in de Vlaamse Top 10  |
| Ik leef voor jou                                     | 2009                  | -                     |                 |              | Nr. 10 in de Radio 2 Top 30 Nr. 4 in de Vlaamse Top 10 |
| Zeg me waarom                                        | 14-02-2011            | 05-03-2011            | 46              | 1            | Nr. 8 in de Radio 2 Top 30 Nr. 7 in de Vlaamse Top 10  |
| Doosje                                               | 2011                  | 17-12-2011            | tip76           | -            |                                                        |
| 'k Heb je lief                                       | 2012                  | 21-07-2012            | tip8            | -            | Nr. 4 in de Vlaamse Top 10                             |
| Hard times                                           | 2013                  | 30-03-2013            | tip71           | -            |                                                        |
| Heb het leven lief                                   | 2013                  | 26-10-2013            | tip28           | -            |                                                        |
| Tous les garçons                                     | 2013                  | 14-12-2013            | tip80           | -            |                                                        |
| Pa                                                   | 2014                  | 22-03-2014            | tip58           | -            |                                                        |
| Als de zon schijnt                                   | 2014                  | 28-06-2014            | tip43           | -            |                                                        |
| Zie me dan graag                                     | 2017                  | 07-10-2017            | tip36           | -            | Nr. 15 in de Vlaamse Top 50                            |
| Zo zo zalig                                          | 2017                  | 16-12-2017            | tip29           | -            | Nr. 17 in de Vlaamse Top 50                            |
| Winter wonderland                                    | 2017                  | 23-12-2017            | tip             | -            |                                                        |

## Prijzen
- In 2006 deed Souffriau samen met Peter Thyssen en Michaël Zanders mee aan Tien voor taal in de categorie musicalacteurs. Souffriau won de finale.
- Op 25 januari 2008 won ze de finale van het VRT-programma Steracteur Sterartiest, een dertien weken durende zangwedstrijd waarin acteurs het publiek kunnen tonen, dat ze over enig zangtalent beschikken.
- Op 30 januari 2008 won ze als Mega Mindy een MIA in de categorie Populair.
- Op 22 februari 2008 won ze de derde voorronde van Zo is er maar één met het nummer Zoals een mooi verhaal van Ann Christy. Op 18 april won ze de eerste halve finale. In de finale op 2 mei 2008 behaalde ze de derde plaats.
- Op 23 maart 2008 won Free Souffriau twee Telenet Kids Awards in de categorie beste muziek als Mega Mindy en in de categorie Griet van het jaar als zichzelf. Daarmee was ze een van de grote winnaars van de Telenet Kids Awards.
- Exact een week later won ze ook nog een Vlaamse Televisie Ster in de categorie Rijzende Ster.
- Ze won op 9 augustus 2008 twee Radio 2 Zomerhit-awards in de categorieën Beste Kidspop als Mega Mindy en De Doorbraak.
- In 2009 won ze voor de tweede maal op de Telenet Kids Awards de prijs Griet van het jaar.
- Op 8 januari 2010 won ze een van de MIA's van 2009, namelijk die voor Beste populaire artiest, voor haar Ann Christy-tour.